# Пастер (фільм, 1935)
«Пастер» (фр. Pasteur) — французький біографічний фільм 1935 року, поставлений режисером Саша Гітрі (під технічним контролем Фернана Рівера) за його однойменною п'єсою 1918 року.

## Сюжет
- 1870 рік. Пастер стурбований наближенням війни. Його учні говорять між собою про те, як схиляються перед учителем. Оголошення війни. Пастер прощається з декількома учнями, мобілізованими на фронт.

- 1880. В Медичній академії Пастер кидає огні-блискави́ці проти своїх опонентів-ретроградів. Президент Академії вимушений перервати засідання. Один лікар вважає себе ображеним і присилає двох секундантів з викликом на дуель. Пастер називає цей крок сміховинним та погоджується викреслити свої слова з протоколу, проте не відмовляється від них. Президент вручає Пастеру орден Почесного легіону, і Пастер дізнається, що одноголосно обраний до Французької академію. Він попереджає, що це анітрохи не змінить його поведінку.

- 1885. В Ельзасі хлопчик Жозеф Мейстер укушений скаженим собакою. Дідусь відвозить його до Пастера, який навіть уявити собі не міг, що першим пацієнтом, що випробує на собі дію його вакцини, стане дитина. Лікар (оскільки Пастер ніколи не був лікарем) уколює хлопчикові сироватку, і вчений всю ніч проводить біля його ліжка. На чотирнадцятий день дитина видужує.

- 1888. Лікар, друг Пастера, відвідує ученого на віллі за викликом рідних ученого. Він радить Пастеру відпочити. Той вирішує, що його дні злічені, а багаторічна праця опинилася під загрозою. Пастер з полегшенням дізнається, що проживе ще довго, якщо погодиться тимчасово зробити перерву в роботі. Його відвідує маленький Мейстер, який абсолютно здоровий. Він приносить книгу, отриману ним як нагороду. Пастер глибоко зворушений.

- Грудень 1892. Апофеоз в Сорбонні: у свій 70-річний ювілей Пастер приймає поздоровлення від президента Республіки і представників усіх націй.[1]

## У ролях
| • Саша Гітрі    | … | Луї Пастер                  |
| • Жан Пер'є     | … | лікар                       |
| • Жозе Скенкель | … | учень                       |
| • Анрі Бонвале  | … | Саді Карно                  |
| • Гастон Дюбоск | … | президент Медичної академії |
| • Франсуа Родон | … | Жозеф Мейстер               |
| • Моріс Шуц     | … | його дід                    |
| • Луї Морель    | … | Жуль Геран                  |
| • Арман Люрвіль | … | перший свідок               |
| • Каміль Кузен  | … | другий свідок               |
| • Жюльєн Берто  | … | один з учнів                |

## Знімальна група
- Автор сценарію — Саша Гітрі
- Режисер-постановник — Саша Гітрі (під технічним контролем Фернана Рівера)
- Продюсери — Моріс Леманн, Фернан Рівер
- Оператор — Жан Башле
- Композитор — Луї Бейдтс
- Монтаж — П'єр Шваб
- Художник-постановник — Робер Ґі
- Звук — Жозеф де Бретань

## Навколо фільму
«Пастер» є першим повноцінним фільмом С. Гітрі, якщо не рахувати документальної стрічки «Наші» («Ceux de chez nous», 1915), знятим за кілька днів у квітні-травні 1935 року під технічним контролем Фернана Рівера. Гітрі екранізував свою п'єсу, написану в 1918 році заради примирення з батьком Люсьєном, що був близьким другом Луї Пастера.
Окрім цього фільму існує ще дві кінематографічних біографії Пастера: одну зняв Жан Епштейн спільно з Жаном Бенуа-Леві («Пастер», 1922, з Шарлем Моньє в головній ролі), іншу — Вільгельм Дітерле («Історія Луї Пастера» («The Story of Louis Pasteur»), 1936, з Полом Муні). Крім того, у 2011 році на телеекрани вийшов французько-бельгійський біографічний телефільм «Пастер», поставлений Аленом Брунаром з Андре Марконом у головній ролі.